# Frederiksted
Frederiksted est une ville des îles Vierges des États-Unis, la deuxième ville de l'île Sainte-Croix après Christiansted. Elle appartenait autrefois aux Indes occidentales danoises et la ville fut d'ailleurs nommée en l'honneur de Frédéric V de Danemark, roi du Danemark.

## Patrimoine

### Patrimoine civil
- Le Musée du Domaine Whim, chargé de collecter et de conserver activement des artéfacts pertinents concernant l'histoire coloniale et moderne de Sainte-Croix.
- Le Musée des Caraïbes - Centre des Arts qui expose des œuvres d'art d’artistes originaires des Caraïbes.
- Le Musée Lawaetz qui propose de visiter les bâtiments et le jardin d'une ancienne plantation de canne à sucre, toujours occupée par la même famille depuis plus de 100 ans.
- Le District historique de Frederiksted, construit au début des années 1750, puis partiellement reconstruit après les émeutes de 1878.
- Le District historique du Domaine Saint-George, situé au nord-ouest de Frederiksted, comprend notamment les Jardins botaniques Saint-George.

### Forts
- Le Fort Frederik, situé au sein du District historique de Frederiksted, construit pour protéger les intérêts économiques de l'union Danemark-Norvège et lutter contre les pirates.

### Jardins et parcs
- Le parc Buddhoe qui commémore la révolte des esclaves afro-américains et leur émancipation.
- Les Jardins botaniques Saint-George qui s'occupent de conserver et la préserver les plantes et les lieux historiques.

### Patrimoine religieux
- L'église de la Sainte-Trinité, datant de 1792 ;
- L'église Saint-Patrick, construite en 1848.
- L'église Saint-Paul, construite en 1812.

### Personnalités
- Delta Dorsch (en)